# دانشگاه شهری نیویورک

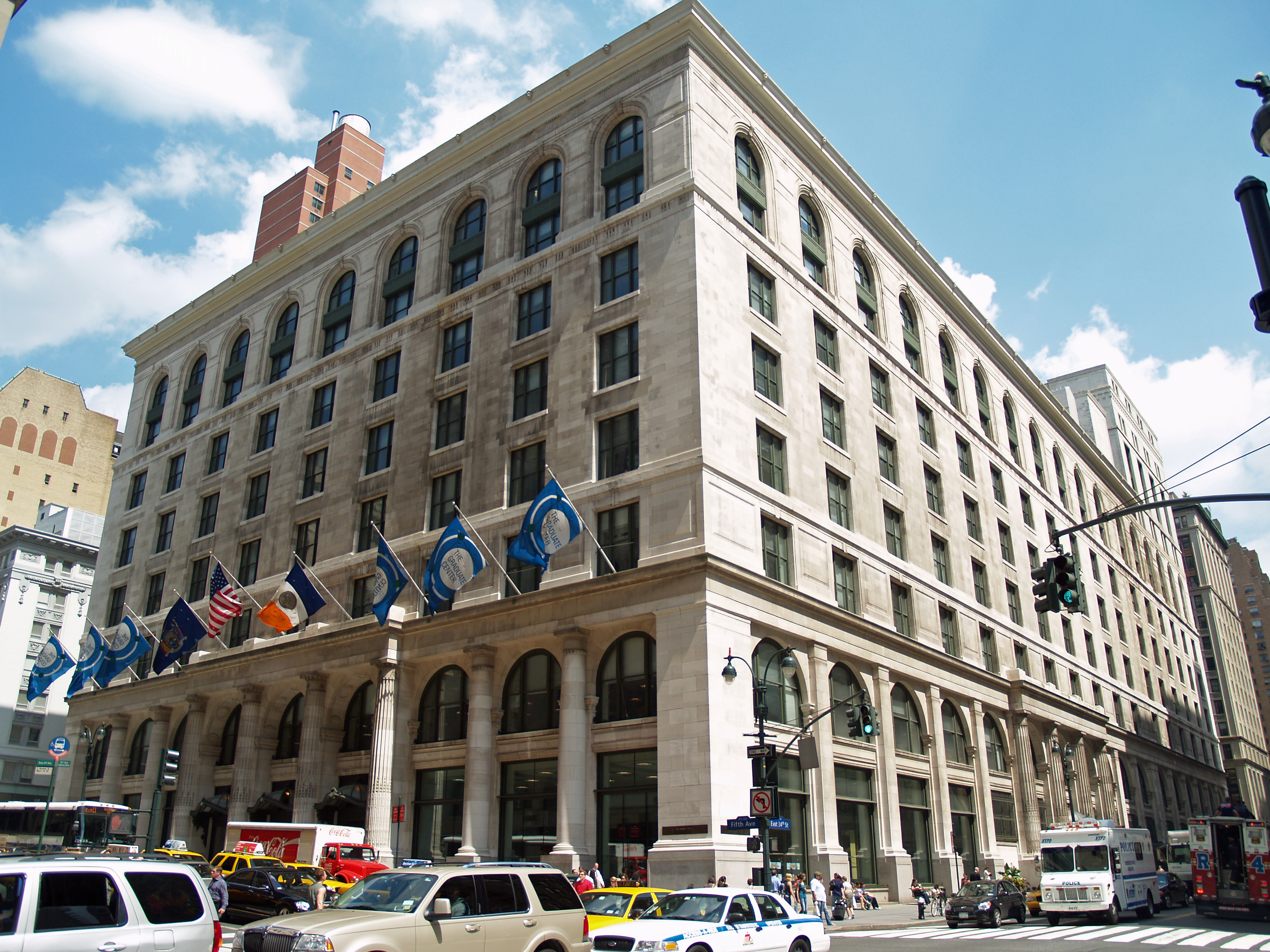

دانشگاه شهری نیویورک (به انگلیسی: City University of New York) (کیونی ‎/ˈkjuːni/‎ KYOO-nee) (CUNY)، سامانه‌ای دانشگاهی در شهر نیویورک در آمریکا است و متشکل از چندین مؤسسه آموزش عالی، و ۴۵۰٬۰۰۰ دانشجوی تمام وقت و پاره وقت می‌باشد.

## اعضا

### کالج‌های اصلی
- (۱۸۴۷ (میلادی)) City College
- (۱۸۷۰ (میلادی)) کالج هانتر
- (۱۹۱۹ (میلادی)) Baruch College (as City College’s School of Business and Civic Administration, renamed in 1953 to honor برنارد باروک)
- (۱۹۳۰ (میلادی)) Brooklyn College
- (۱۹۳۷ (میلادی)) Queens College (formed by the merger of Hunter and City Colleges' Queens campuses)
- (۱۹۴۶ (میلادی)) New York City College of Technology
- (۱۹۵۵ (میلادی)) College of Staten Island
- (۱۹۶۴ (میلادی)) John Jay College of Criminal Justice
- (۱۹۶۶ (میلادی)) York College
- (۱۹۶۸ (میلادی)) Lehman College (from (۱۹۳۱ (میلادی)) Lehman was the Bronx branch of Hunter College, known as Hunter-in-the-Bronx)
- (۱۹۷۰ (میلادی)) Medgar Evers College

### کالجهای منطقه‌ای
- (۱۹۵۷ (میلادی)) Bronx Community College
- (۱۹۵۸ (میلادی)) Queensborough Community College
- (۱۹۶۳ (میلادی)) Borough of Manhattan Community College
- (۱۹۶۳ (میلادی)) کینگزبارو کامیونیتی کالج
- (۱۹۶۸ (میلادی)) LaGuardia Community College
- (۱۹۷۰ (میلادی)) Hostos Community College

### مدارس حرفه‌ای
- (۱۹۶۱ (میلادی)) CUNY Graduate Center
- (۱۹۷۳ (میلادی)) Sophie Davis School of Biomedical Education
- (۱۹۸۳ (میلادی)) CUNY School of Law
- (2006) CUNY Graduate School of Journalism
- (2006) CUNY School of Professional Studies

## پیوندهای رسمی
- وبگاه رسمی سامانه